# Dictator. Il nemico di Cesare
Dictator: Il nemico di Cesare è un romanzo storico di Andrea Frediani, ed è il secondo capitolo della trilogia che ha come protagonista il più grande condottiero di Roma antica, Giulio Cesare.

## Trama
Dopo anni di lotte e di vittorie, Giulio Cesare ha conquistato la Gallia. A Roma, tuttavia, gli avversari del grande condottiero, temendo il suo crescente potere, vogliono metterlo sotto processo, e persino il suo principale collaboratore e amico, Tito Labieno, lo ha abbandonato. Eppure, proprio quando sembra che l'unica scelta possibile sia rinunciare alle proprie ambizioni, Cesare getta il dado e sorprende tutti: varca il Rubicone con la sola XIII legione e muove verso Roma. Ai suoi nemici non resta che fuggire dall'Italia e lasciargli il possesso della penisola. Ma la guerra civile è solo agli inizi, così come la faida tra la guardia del corpo di Cesare, il germano Ortwin, e Quinto Labieno, il figlio di Tito.
Dopo essersi fatto nominare dittatore, Cesare si trasferisce oltre l'Adriatico, per affrontare Pompeo e il suo imponente esercito. Mentre Ortwin e Quinto si scontrano sul campo di battaglia, anche per riconquistare l'amore della principessa Veleda, Cesare e Pompeo studiano le strategie per vincere la guerra. Finché a Farsalo, grazie a una mossa imprevedibile, il dittatore ottiene una clamorosa vittoria, diventando il padrone assoluto del mondo romano. La guerra però continua, e i destini di Tito e Quinto Labieno, Ortwin e Veleda sono ancora ben lontani dall'essere compiuti.

## Edizioni
- Andrea Frediani, Dictator. Il nemico di Cesare, Newton Compton Editori, 1º luglio 2010,  p. 381, ISBN 978-88-541-2104-1.